# ジメチルアミノエタノール
ジメチルアミノエタノール (dimethylaminoethanol) は有機化合物で、アミンの一種である。よくDMAEと省略され、別名はデアノール。生体ではコリンの類縁体で、アセチルコリンの前駆体である。抗炎症作用と急性の皮膚引き締め作用から化粧品に配合されることもあるが、有効性を調査した研究は多くない。
工業材料や添加剤として用いられる。消防法に定める第4類危険物 第2石油類。

## 別名
別名として N,N-ジメチル-2-アミノエタノール (N,N-dimethyl-2-aminoethanol)、ジメチルエタノールアミン (Dimethylethanolamine、略称DMEA）、N,N-ジメチル-2-ヒドロキシエチルアミン (N,N-Dimethyl-2-hydroxyethylamine)、β-ジメチルアミノエチルアルコール (beta-dimethylaminoethyl alcohol)、β-ヒドロキシエチルジメチルアミン (beta-hydroxyethyldimethylamine)、デアノール (deanol) とも呼ばれる。

## 用途
- ポリウレタンやエポキシ樹脂の硬化剤
- 染料、繊維助剤、薬剤、乳化剤、錆止め剤などの合成原料
- 塗料剥離剤、ボイラー水、アミノ樹脂への添加剤

## 分布
自然界ではイワシやアンチョビといった魚類に多く含まれている。

## 生化学
ジメチルアミノエタノールはコリンの類縁体であり、神経伝達物質であるアセチルコリンの生化学的前駆体である。ジメチルアミノエタノールは肝臓でコリンに変換されることが既に知られているが、正に帯電しているコリン分子は血液脳関門を通過できない。そのため、脳内ではジメチルアミノエタノールのメチル化によってコリンが合成されていると考えられている。
認知機能や気分を向上させるとされる製品に使用されている。研究は多くない。認知や気分に対して、良い方向へ作用する例と悪い方向へ作用する例の両方が報告されている。長期投与の効果はよくわかっていない。
動物実験では寿命が延びたとの報告もあるが、逆にウズラでは平均寿命が縮むとも指摘されている。

## 化粧品成分として
多くの抗老化化粧品に配合されているが有効性を調査した研究は多くない。急性の皮膚引き締め作用があり、皮膚引張強度の測定によってそのことが確認されている。半顔で比較した30人でのランダム化比較試験では、塗布後45分で機器で計測しハリを増加させていることが判明した。
3%濃度のDMAE含有ジェルは、4か月使用して額や目の周囲のシワの緩和において有効だというランダム化比較試験があり使用中止後2週間時点でも効果は持続しており、深いシワ、首のたるみには改善の傾向のみが見られ、偽薬とで副作用には違いはなく安全であった。別のランダム化比較試験では角質水分量を改善したことを確認した。